# Olavi Rinteenpää
Olavi Rinteenpää (Helsinki, 24 de septiembre de 1924-10 de enero de 2022) fue un corredor de obstáculos finlandés, especializado en la prueba de 3000 m obstáculos, en la que consiguió ser subcampeón europeo en 1954.

## Carrera deportiva
En el Campeonato Europeo de Atletismo de 1954 ganó la medalla de plata en los 3000 m obstáculos, llegando a meta en un tiempo de 8:52.4 segundos, tras el húngaro Sándor Rozsnyói (oro con 8:49.6 segundos que fue récord de los campeonatos) y por delante del noruego Ernst Larsen (bronce con 8:53.2 segundos).